# 수륙양용차

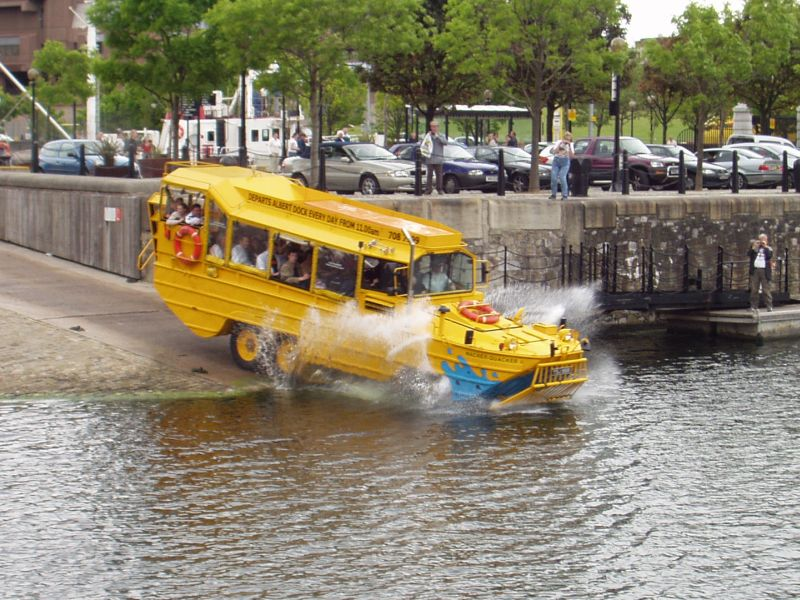
영국의 수륙양용차

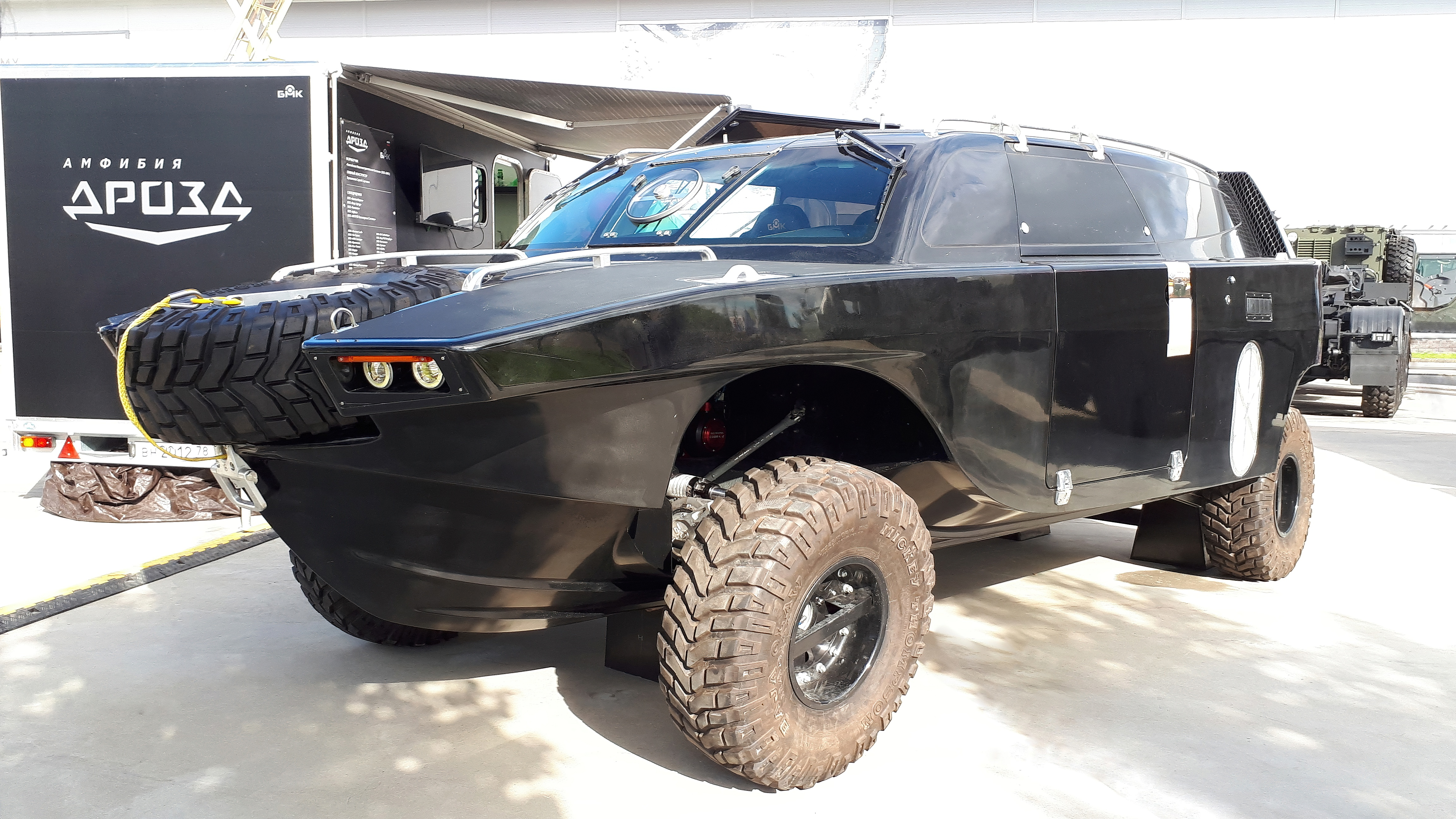
육군 2020 전시회의 드로즈드 수륙 양용 차량

수륙양용차(水陸兩用車, amphivious vehicle)는 수상, 육상 모두 주행이 가능한 자동차이다. 주로 군사용이지만, 민간에서 사용될 때는 관광이나 취미에 이용된다. KBS 1TV의 《걸어서 세계속으로》와 EBS 1TV의 《세계테마기행》에서도 소개되었던 것이 수륙양용차이며, 보통 버스나 보트인 경우가 주류를 이루고 있는 특색을 두고 있다.

## 같이 보기
- 패들